# Sabatia quadrangula
Sabatia quadrangula är en gentianaväxtart som beskrevs av Robert Lynch Wilbur. Sabatia quadrangula ingår i släktet Sabatia och familjen gentianaväxter. Inga underarter finns listade i Catalogue of Life.